# 세인트폴 프리패러토리 스쿨
세인트폴 프리패러토리 스쿨(영어: St. Paul Preparatory School)은 미국 미네소타주 세인트폴에 위치한 학교이다. 2003년 유학 단체 나셀 오픈 도어에 의해 개교하였으며, 나셀 국제학교 시스템의 일부이다.

## 캠퍼스
미국의 본교를 비롯하여 해당 학교는 중국 (북경 세인트폴 미국학교, 상해 세인트폴 미국학교), 대한민국 (세인트폴광교, 대치, 수원), 필리핀 (클라크 세인트폴 미국학교) 등 여러 나라에 캠퍼스를 두고 있다.
주의할점은 서초구 반포동 소재 세인트폴서울은 이 프랜차이즈와는 관계가 없는 독립된 기관이다.